# Riton
 (mars 2021).
Henry Smithson, dit Riton (en anglais : [ˈɹiːtɒn]), est un DJ et producteur de musique anglais, né le 13 septembre 1978 à Newcastle upon Tyne.

## Carrière
Après l'université, Smithson signe sur le label Switch Recordings, où il sort ses premiers singles. Il commence à se produire au club "Shinding" de Newcastle, où il rencontre Mark Rae, et signe sur le label indépendant Grand Central Records. Il sort son premier album en 2001, nommé Beats du Jour. En 2002, il sort son deuxième album nommé Homies and Homos, contenant notamment une reprise du titre Killing an Arab du groupe The Cure.
En 2005, il forme avec Fat Truckers le groupe Gucci Sound System et collabore avec divers artistes. À la suite de la disparition de Grand Central Records en 2006, il sort des singles sur différents labels européens.
En 2007, il prend le pseudonyme "Eine Kleine Nacht Musik" et sort un album sous ce nom. En 2010, il lance un projet nommé Carte Blanche avec DJ Mehdi.
En 2016, il connaît le succès dans les charts britanniques avec son titre Rinse & Repeat, avec la participation vocale de la chanteuse Kah-Lo, sorti sur son propre label Riton Time. Le titre est nommé au Grammy Award du meilleur enregistrement dance. Il sort en 2018 un album collaboratif avec Kah-Lo nommé Foreign Ororo.
En 2021, son titre Friday, basé sur le remix de MK de Push the Feeling On de Nightcrawlers connaît un succès dans plusieurs pays européens.

## Discographie

### Sous Riton

#### Albums
| Titre                               | Détails                                                                                   |
| ----------------------------------- | ----------------------------------------------------------------------------------------- |
| Beats Du Jour                       | - Sortie : Juin 2001 - Label: Grand Central Records - Formats: téléchargement, CD, LP     |
| Homies and Homos                    | - Sortie: Septembre 2004 - Label: Grand Central Records - Formats: téléchargement, CD, LP |
| Foreign Ororo (sous Riton + Kah-Lo) | - Sortie: 26 octobre 2018 - Label: Riton Time - Formats: téléchargement, streaming, LP    |

#### Singles

##### Artiste principal
| Titre                                                                                           | Année | Positions | Positions | Positions | Positions | Positions | Positions | Positions | Positions | Positions | Positions | Certifications | Album            |
| Titre                                                                                           | Année | R-U       | ALL       | AUS       | AUT       | BEL (FL)  | BEL (WAL) | FRA       | IRE       | P-B       | SUI       | Certifications | Album            |
| ----------------------------------------------------------------------------------------------- | ----- | --------- | --------- | --------- | --------- | --------- | --------- | --------- | --------- | --------- | --------- | --- | ---------------- |
| Control P. (sous Lil' Papi Riton)                                                               | 2000  | —         | —         | —         | —         | —         | —         | —         | —         | —         | —         | |                  |
| Take Control / Frambuesa                                                                        | 2001  | —         | —         | —         | —         | —         | —         | —         | —         | —         | —         | | Beats Du Jour    |
| Habib                                                                                           | 2001  | —         | —         | —         | —         | —         | —         | —         | —         | —         | —         | | Beats Du Jour    |
| Hungry Ghosts                                                                                   | 2001  | —         | —         | —         | —         | —         | —         | —         | —         | —         | —         | | Beats Du Jour    |
| Let Me Be Mind                                                                                  | 2002  | —         | —         | —         | —         | —         | —         | —         | —         | —         | —         | | Beats Du Jour    |
| Closer / Walk On Water (vs Howdi featuring The Uber Audio Bros)                                 | 2002  | —         | —         | —         | —         | —         | —         | —         | —         | —         | —         | |                  |
| Cast of Thousands / I Found My Love                                                             | 2003  | —         | —         | —         | —         | —         | —         | —         | —         | —         | —         | |                  |
| Killing an Arab                                                                                 | 2004  | —         | —         | —         | —         | —         | —         | —         | —         | —         | —         | | Homies and Homos |
| Candy                                                                                           | 2005  | —         | —         | —         | —         | —         | —         | —         | —         | —         | —         | | Homies and Homos |
| Squauqe Eyes / Angerman                                                                         | 2006  | —         | —         | —         | —         | —         | —         | —         | —         | —         | —         | |                  |
| Vejer (vs Heidi)                                                                                | 2006  | —         | —         | —         | —         | —         | —         | —         | —         | —         | —         | |                  |
| Monsteer (avec Lindström)                                                                       | 2006  | —         | —         | —         | —         | —         | —         | —         | —         | —         | —         | |                  |
| Hammer of Thor                                                                                  | 2007  | —         | —         | —         | —         | —         | —         | —         | —         | —         | —         | |                  |
| Who's There (avec Primary 1)                                                                    | 2009  | —         | —         | —         | —         | —         | —         | —         | —         | —         | —         | |                  |
| Radiates (avec Primary 1)                                                                       | 2009  | —         | —         | —         | —         | —         | —         | —         | —         | —         | —         | |                  |
| Dark Place                                                                                      | 2011  | —         | —         | —         | —         | —         | —         | —         | —         | —         | —         | | Ritontime        |
| Lost My Mind (featuring Jay Norton & Scrufizzer)                                                | 2013  | —         | —         | —         | —         | —         | —         | —         | —         | —         | —         | | Lost My Mind EP  |
| Aloha Surfers!                                                                                  | 2014  | —         | —         | —         | —         | —         | —         | —         | —         | —         | —         | | Bad Guy RiRi     |
| Inside My Head (featuring Meleka)                                                               | 2014  | —         | —         | —         | —         | —         | —         | —         | —         | —         | —         | |                  |
| I Am the Whisperer (featuring Molly Beanland)                                                   | 2014  | —         | —         | —         | —         | —         | —         | —         | —         | —         | —         | |                  |
| Need Your Love (featuring Jagga)                                                                | 2015  | —         | —         | —         | —         | —         | —         | —         | —         | —         | —         | |                  |
| Rinse & Repeat (featuring Kah-Lo)                                                               | 2016  | 13        | —         | —         | —         | 42        | —         | 123       | —         | —         | —         | - BPI: Or | Foreign Ororo    |
| Betta Riddim (avec Kah-Lo)                                                                      | 2016  | —         | —         | —         | —         | —         | —         | —         | —         | —         | —         | | Foreign Ororo    |
| Money (featuring Kah-Lo, Mr Eazi & Davido)                                                      | 2017  | —         | —         | —         | —         | 22        | —         | —         | —         | —         | —         | | Foreign Ororo    |
| Deeper (avec MNEK featuring House Gospel Choir)                                                 | 2017  | —         | —         | —         | —         | —         | —         | —         | —         | —         | —         | |                  |
| Fake ID (avec Kah-Lo)                                                                           | 2017  | —         | —         | —         | —         | —         | —         | —         | —         | —         | —         | | Foreign Ororo    |
| Ginger (avec Kah-Lo)                                                                            | 2018  | —         | —         | —         | —         | —         | —         | —         | —         | —         | —         | | Foreign Ororo    |
| Up & Down (avec Kah-Lo)                                                                         | 2018  | —         | —         | —         | —         | —         | —         | —         | —         | —         | —         | | Foreign Ororo    |
| Catching Feelings (avec Kah-Lo featuring Mr Eazi)                                               | 2018  | —         | —         | —         | —         | —         | —         | —         | —         | —         | —         | |                  |
| Dangerous (avec Kid Enigma)                                                                     | 2018  | —         | —         | —         | —         | —         | —         | —         | —         | —         | —         | |                  |
| Turn Me On (avec Oliver Heldens featuring Vula)                                                 | 2019  | 12        | 18        | 38        | 58        | 12        | 13        | 26        | 11        | 38        | 38        | - BPI: Platine - ARIA: Platine - BEA: Platine - BVMI: Or - FIMI: Or - IFPI SWI: Or - SNEP: Or - ZPAV: Or                        |                  |
| Too High (featuring Boy Matthews)                                                               | 2020  | —         | —         | —         | —         | —         | —         | —         | —         | —         | —         | |                  |
| Friday (Dopamine Re-edit) (avec Nightcrawlers featuring Mufasa & Hypeman)                       | 2021  | 4         | 3         | 12        | 5         | 1         | 2         | 21        | 3         | 3         | 2         | - BPI: Platine - ARIA: 3x Platine - BEA: Or - FIMI: 3x Platine - IFPI AUT: 2x Platine - IFPI SWI: 2x Platine - ZPAV: 2x Platine |                  |
| Come with Me (avec Bad Boy Chiller Crew)                                                        | 2021  | —         | —         | —         | —         | —         | —         | —         | —         | —         | —         | |                  |
| I Don't Want You (avec Raye)                                                                    | 2021  | 50        | —         | —         | —         | —         | —         | —         | —         | —         | —         | |                  |
| Love Can't Turn Around (avec Pete Tong & Vula featuring Jules Buckley & The Heritage Orchestra) | 2021  | —         | —         | —         | —         | —         | —         | —         | —         | —         | —         | |                  |
| Chale (avec Major League DJz & King Promise & Clementine Douglas)                               | 2022  | —         | —         | —         | —         | —         | —         | —         | —         | —         | —         | |                  |
| Sugar (featuring Soaky Siren)                                                                   | 2023  | —         | —         | —         | —         | —         | —         | —         | —         | —         | —         | |                  |
| "—" signifie que le titre n'est pas sorti ou ne s'est pas classé dans le pays.                  |       |           |           |           |           |           |           |           |           |           |           | |                  |

##### Artiste en featuring
| Titre                                                    | Année |
| -------------------------------------------------------- | ----- |
| By My Side (Clashcorner presents Riton featuring Watine) | 2004  |
| Don't Talk to Me (N.F.I. featuring Riton & Faangs)       | 2019  |

#### Remixes
2001
- Kings of Convenience - The Girl From Back Then (Riton's über Jazz Remix)
- Skinny - Morning Light (Riton Remix)

2002
- Partial Arts - Canopy (Riton Remix)
- Renovation Unlimited - Summertime (Riton UK Remix)
- Curtis - Funkiss (Riton 4s Golden Shower Rmx)
- Percy Filth - Show Me Your Monkey (Riton Re-Rub)
- Robert Miles - Pour Te Parler (Riton Re-Rub)
- Turntablerocker - Rings (Riton's Ska-Boogie Mix)
- Rosey - One (Riton Re-Rub)
- Bamboo Soul - Didi (Riton Re-Rub)

2003
- Stefan Goldmann featuring Kristiina Tuomi - True (Riton Re-Rub)
- Banda Favela - Samba Da Ile (Riton Remix)
- Grandadbob - Maybe (Riton Re-Rub)
- Run-DMC - Peter Piper 2003 (Riton Remix)
- The Human League - The Sound Of The Crowd (Riton Re-Rub)
- Marina Topley-Bird - Need One (Riton's Fashion Mix)
- Just Jack - Snowflakes (Riton Re-Rub)
- Ralph Myerz & The Jack Herren Band - Casino (Riton Re-Rub)
- Tama Waipara - Colours Of You (Riton Re-Rub)

2004
- Stash - Things Fall Apart (Riton Re-Rub)
- Mylo - Drop The Pressure (Riton Remix)
- Mylo - Destroy Rock & Roll (Riton Remix)
- Alexkid featuring Hanifa Walidah - Pick It Up (Riton Re-Rub)
- Seventhsun - Melody (Riton Re-Rub)
- Chinkinki - Ether Radio (Riton Re-Rub)
- Faultline - Biting Tongues (Riton Mix)
- Chromeo - Rage! (Riton Re-Rub)
- Seelenluft - Baby Baby (Riton Re-Rub)
- Mark Rae - Reach Out To Me (Riton Remix)
- Campag Velocet - Who Are The Trumping Men? (Henri Riton Remix)
- Scissor Sisters - Laura (Riton Re-Rub)

2005
- Alter Ego - Tubeaction (Riton Re-Rub)
- Brazilian Girls - Don't Stop (Riton Re-Rub)
- Annie - Happy Without You (Riton Vocal Mix)
- Tiefschwarz - Wait And See (Gucci Soundsystem Mix)
- The B-52's - Trism (Riton Remix)
- Pink Grease - Peaches (Riton Re-Rub)
- Kylie Minogue - Giving You Up (Riton Re-Rub)
- New Order - Krafty (Riton Re-Dub)

2006
- Serena-Maneesh - Candlelighted (Riton Re-Rub)
- Datarock - Fa-Fa-Fa (Riton New School Remix)
- Mystery Jets - The Boy Who Ran Away (Riton Re-Dub)
- Robbie Williams - Rudebox (Riton Remix)
- Lindstrom - Monsteer (Riton Remix)
- Riton - Angerman (Riton Re-Rub)

2007
- Para One - Midnight Swim (Riton Re-Rub)
- The Aliens - Robot Man (Riton Re-Rub)
- Simian Mobile Disco - It's The Beat (Riton Re-Rub)
- Dustin Swint - The Count (Riton Re-Rub)

2008
- The Secret Handshake - Summer Of 98 (Riton Remix)
- Hercules & Love Affair - You Belong (Riton Remix)
- Sonny J - Enfant Terrible (Riton Re-Rub)
- Holy Fuck - Lovely Allen (Riton Re-Rub)
- Mystery Jets - Hand Me Down (Riton Remix)
- Elon - Movin' In (Riton Re-Rub - Jesse's Made To Play Edit)
- Eine Kleine Nacht Musik - Feurprobe (Riton Mix)

2009
- Riton & Primary 1 - Radiates (Riton & Primary 1 Re-Rub)
- Delphic - Doubt (Riton Vox)
- Kid Sister - Right Hand Hi (Riton Re-Dub)
- Wolfmother - New Moon Rising (Riton Club Rub)

2010
- Congorock - Babylon (Riton Remix)
- In Flagranti featuring Natalie Smash - EX EX EX (Riton Mix)
- M.I.A. - XXXO (Riton Re-Rub)
- Crookers featuring Miike Snow - Remedy (Riton Re-Rub)

2011
- Wafa vs. Wolfie - Tom Tom (Riton Remix)

2012
- Scissor Sisters vs. Krystal Pepsy - Shady Love (Riton Re-Rub)
- Jeremih - Fuck U All The Time (Riton Re-Rub)

2013
- Beni - Summer's Gone (Riton Remix)
- Felix da Housecat - I Just Want To Be A Lesbian (Riton Remix)
- Symbolone - Pink Elephant (Riton Re-Rub)
- BOT featuring Robert Owens - Friday Pulse (Riton Remix)

2014
- Digitalism featuring Youngblood Hawke - Wolves (Riton Remix)
- Franskild - Clockworks (Riton Remix)
- Curses - Call The Doctor (Riton Remix)
- BOT - Scream 85 (Riton & BOT Remix)
- Riton - Candy (Riton Re-Rub)
- Riton featuring Meleka - Inside My Head (Riton Remix)
- Riton featuring Meleka - Inside My Head (BOT vs. Riton Remix)

2016
- Frances - Borrowed Time (Riton Showtime Remix)
- Breakbot featuring Yasmin - My Toy (Riton Remix)
- Real Nois featuring 80 Kit - The Light (Riton Remix)

2017
- Offaiah featuring Shenseea - Run This Town (Riton Remix)

2018
- The Psalm - C'mon Baby (Riton Remix)
- Mumbai Science featuring Peaches - Whistleblower (Riton Remix)
- Friendly Fires - Love Like Waves (Riton Remix)
- Becky Hill - Sunrise In The East (Riton Remix)
- MNEK - Tongue (Riton Remix)
- CliQ featuring Alika - Wavey (Riton Remix)
- Gorgon City featuring Kamille & Ghosted - Go Deep (Riton Remix)
- Selena Gomez - Back To You (Riton & Kah-Lo Remix)

2019
- The Chemical Brothers - Got To Keep On (Riton Remix)
- Diplo - Bubble Up (Riton Remix)
- Little Mix - Bounce Back (Riton Remix)
- Alice Ivy featuring Flint Eastwood - Close To You (Riton Remix)
- Charlotte Lawrence - Why Do You Love Me (Riton Remix)

2020
- Piero Pirupa - Braindead (Riton Remix)
- Topic & A7S - Breaking Me (Riton Remix)
- Adina Howard - Freak Like Me (Riton Remix / Club Edit)
- Mr. Eazi & Major Lazer featuring Nicki Minaj & K4MO - Oh My Gawd (Riton Remix)
- Glass Animals - Heat Waves (Riton Remix)
- Gracey & Alexander 23 - Like That (Riton Remix)
- Datarock - Fa Fa Fa (Riton's Turbo Disco Remix)

2021
- Master KG featuring Nomcebo Zikode - Jerusalema (Riton Remix)
- Mabel - Let Them Know (Riton Remix)
- Shakira - Don't Wait Up (Riton Remix)
- Riton & Bad Boy Chiller Crew - Come With Me (Riton's On A Charva Tip Remix)
- Nina Simone - See-Line Woman (Riton Remix)

2022
- Fatboy Slim & Carl Cox featuring Dan Diamond - Speed Trials On Acid (Riton Remix)
- Tiësto & Charli XCX - Hot In It (Riton Remix)

### Sous d'autres noms

#### Eine Kleine Nacht Musik

##### Album
| Titre                   | Détails                                                                  |
| ----------------------- | ------------------------------------------------------------------------ |
| Eine Kleine Nacht Musik | - Sortie: 2008 - Label: Modular Recordings - Formats: téléchargement, CD |

##### Singles
- 2008 : La Serenissima / Phantasie
- 2008 : Feurprobe

##### Remixes
- 2008 : Mickey Moonlight - Interplanetary Music (Riton's Eine Kleine Nachtmusik Re-Rub)

#### Gucci Soundsystem
- 2019 : Mr. Todd Terry
- 2021 : Let's Stick Around (featuring Jarvis Cocker)
- 2022 : Fuck Me Right (featuring DJ Funk & Vula)

#### KUU (avec Alex Metric)

##### Singles
- 2020 : How Could I Ever (featuring Shungudzo)
- 2020 : We'll Always Have This Dance (featuring Shungudzo)
- 2021 : Gimme Your Love (featuring Shungudzo)
- 2021 : Dancing In the Dark (featuring Shungudzo)
- 2021 : How To Change Your Mind (featuring Shungudzo)
- 2022 : Dance With Me
- 2023 : Lose Control (featuring Shungudzo)

##### Remixes
- 2020 : KUU featuring Shungudzo - How Could I Ever (KUU's Twisted Melons Remix)
- 2020 : Foals - Wash Off (KUU Remix)
- 2020 : Dua Lipa featuring DaBaby - Levitating (KUU Remix)
- 2021 : Diplo & Sonny Fodera - Turn Back Time (KUU Remix)
- 2021 : Y.O.G.A. - I Feel Better (KUU Remix)

## Productions
| Titre               | Année | Artistes                                  | Album          | Crédits                | Produit avec                                                    |
| ------------------- | ----- | ----------------------------------------- | -------------- | ---------------------- | --------------------------------------------------------------- |
| Daffodils           | 2015  | Mark Ronson (featuring Kevin Parker)      | Uptown Special | Producteur additionnel | Mark Ronson, Jeff Bhasker, James Ford                           |
| Fasta               | 2017  | Kah-Lo                                    | Foreign Ororo  | Producteur             | -                                                               |
| Only Can Get Better | 2018  | Silk City (featuring Daniel Merriweather) |                | Coproducteur           | Mark Ronson, Diplo, The Picard Brothers, Alex Metric, Lil Silva |
| Feel About You      | 2018  | Silk City (featuring Mapei)               |                | Producteur             | Mark Ronson, Diplo, Magnus Lidehäll, Alex Metric, Jr Blender    |
| Close to You        | 2019  | Alice Ivy                                 |                | Remixeur               | -                                                               |
| Freak Like Me       | 2020  | Adina Howard                              |                | Remixeur               | -                                                               |